# Miami Vice (Film)
Miami Vice ist ein US-amerikanischer Thriller von Michael Mann aus dem Jahr 2006 und zugleich die Neuverfilmung der Fernsehserie Miami Vice aus den 1980er Jahren. Der Film, eine Koproduktion von Universal Pictures, Forward Pass und Michael Mann Productions im Verleih der United International Pictures, kam am 28. Juli 2006 in die US-amerikanischen und am 24. August 2006 in die deutschen Kinos. In den Hauptrollen sind Colin Farrell und Jamie Foxx zu sehen, deren Charaktere ebenfalls auf der Fernsehserie beruhen.

## Handlung
Innerhalb einer behördenübergreifenden Inter-Agency Task Force zur Bekämpfung des Drogenschmuggels nach Südflorida wird ein Spitzel vermutet. Der leitende FBI-Beamte John Fujima weiß jedoch nicht, in welcher der beteiligten Behörden (DEA, ATF, Zoll, FBI) die undichte Stelle sitzt. Da die örtliche Polizei nicht an der Task Force beteiligt und somit "sauber" ist, bittet Fujima hier um Unterstützung.
Lieutenant Castillo setzt durch, dass Sonny Crockett und Ricardo Tubbs den offiziellen Status von FBI-Drogenfahndern erhalten. So können sie sich in ein Drogenhandelskartell einschleusen, ohne sich selbst strafbar zu machen. Als Drogenschmuggler „Sonny Burnett“ und „Rico Cooper“ gelangen die beiden immer tiefer in die Prozesse und Strukturen der Verbrecherorganisation des kolumbianischen Drogenbarons Archangel (Erzengel) de Jesus Montoya und dessen Gespielin Isabella, in die Crockett sich verliebt.
Um mit Jesus Montoya ins Geschäft zu kommen, nehmen sie Kontakt mit dessen Mittelsmann Yero auf, der sich meist in Florida aufhält. Sie übernehmen Lieferungen, arbeiten erfolgreich und treffen im Rahmen der Zusammenarbeit auch Montoya. Nach einiger Zeit schöpft Yero Verdacht, da die beiden zu professionell arbeiten würden und etwas nicht stimme. Als Yero zudem Trudy, die Freundin von Tubbs, entführt, um scheinbar bessere Konditionen zu bekommen, starten Crockett und Tubbs eine Befreiungsaktion. Sie gelingt, aber Trudy wird bei einer ferngezündeten Explosion, die als Falle für Crockett und Tubbs gedacht war, schwer verletzt.
Tubbs und Crockett können schließlich Montoya ausfindig machen. Dessen Schergen werden durch einen von Lieutenant Castillo geleiteten Großeinsatz ausgeschaltet oder verhaftet, Montoya kann aber fliehen. Crockett verhilft Isabella zur Flucht nach Havanna. Währenddessen ist Tubbs im Krankenhaus, wo Trudy aus dem Koma erwacht.

## Entstehungsgeschichte
Der Film basiert auf der gleichnamigen, populären Fernsehserie Miami Vice, die von 1984 bis 1989 auf dem Fernsehsender NBC ausgestrahlt wurde.
In den Hauptrollen der beiden verdeckt arbeitenden Ermittler des „Miami Vice Squad“ waren Don Johnson als James „Sonny“ Crockett und Philip Michael Thomas als Ricardo Tubbs zu sehen. Das Casting für die Filmschauspieler brachte schließlich Colin Farrell und Jamie Foxx hervor, auch, da sie eine gewisse Ähnlichkeit mit ihren Vorbildern aufwiesen.
Die Serie wurde von Anthony Yerkovich entwickelt und produziert. Michael Mann, der als ausführender Produzent in Miami Vice involviert war, bemühte sich nach seinem erfolgreichen Actionfilm Collateral (2004) um eine kinotaugliche Adaption des Stoffes und durfte auch auf dem Regiestuhl Platz nehmen. Yerkovich durfte am Drehbuch mitarbeiten und ist Produzent.
Die Rolle des Lieutenant Castillo wurde Edward James Olmos angeboten, der den Part in der Serie bekleidet hatte. Olmos lehnte jedoch das Angebot ab und Barry Shabaka Henley wurde verpflichtet.
Für die Kameraarbeit ist Dion Beebe zuständig, der 2006 für seine Arbeit an Rob Marshalls Die Geisha mit dem Oscar ausgezeichnet wurde. Er hatte bereits zwei Jahre zuvor, ebenso wie Filmeditor Paul Rubell, mit Michael Mann an Collateral zusammengearbeitet.
Als Komponist ist John Murphy (Basic Instinct – Neues Spiel für Catherine Tramell) zuständig, der sich an Jan Hammers musikalischem Thema aus der Serie orientierte.
In einer kurzen Rolle ist Marc Macaulay zu sehen, der auch 1985 in der Serie mitspielte. Er ist der einzige Schauspieler, der sowohl in der Serie als auch fast 20 Jahre später im Film mitwirkte.

## Dreharbeiten
Die Dreharbeiten zu Miami Vice mit einem Budget von 135 Millionen US-Dollar begannen am 27. Juni 2005. Gedreht wurde u. a. in Südflorida, der Karibik und in den südamerikanischen Ländern Brasilien, Kolumbien, Paraguay und Uruguay.
Durch die Hurrikans Katrina, Rita und Wilma, die zwischen August und Oktober 2005 Teile Lateinamerikas und der südlichen USA heimsuchten, verlor die Filmcrew sieben Drehtage.
Pistolenschüsse, die außerhalb des Filmsets in der Dominikanischen Republik abgegeben wurden, zwangen das Filmteam aus Sicherheitsgründen, ab dem 24. Oktober 2005 die Dreharbeiten drei Tage lang einzustellen.
Der Film wurde, wie auch schon Michael Manns Collateral, aus einer Kombination von Digitalkameras und herkömmlichen Panavision-Kameras mit 35-mm-Filmmaterial gedreht. Als Digital-Video-Technik kam das Kamerasystem Thomson Grass Valley VIPER FilmStream zum Einsatz.

## Fassungen
Neben der Kinofassung gibt es einen rund sieben Minuten längeren Director’s Cut.

## Stil
Der Stil des Films ist primär gekennzeichnet durch freie Kameraführung aus der Hand, wie sie Michael Mann schon bei seinem Film Collateral eingesetzt hatte, realistischer Gewaltdarstellung und durch das Prinzip Beschleunigung mit Speedboat, Ferrari und Flugzeug. Es wurde bewusst auf Steadicams verzichtet, um durch ein wackeliges Bild eine möglichst große Nähe zur Story aufzubauen und dem Zuschauer besser die Möglichkeit zu geben, sich in die Situationen zu versetzen. Im Vorfeld wurde die Kameraführung von verschiedenen Stellen kritisiert. Im Gegensatz zu anderen Filmen des Actiongenres wurden Schießereien äußerst realitätsnah in Bild und Ton dargestellt. So wurde etwa auf eine Verstärkung der Schusstöne (wie z. B. bei den Terminator-Filmen) verzichtet. Allgemein wurde bei den Dreharbeiten darauf geachtet, dass an authentischen Schauplätzen gedreht wurde.
Die größte optische Veränderung liegt jedoch offensichtlich in der Kleidung der Hauptdarsteller. So wurde im Film auf die bekannten Stilelemente der Serie verzichtet und auf moderne Anzüge bzw. legere Hemden gesetzt.

## Hintergrund
- Im Film ist Justin Theroux in der Rolle des Detective Larry Zito zu sehen. Die in der Fernsehserie von John Diehl dargestellte Figur starb während der dritten Staffel.
- Die Decknamen Sonny Burnett und Rico Cooper sind dieselben, die Sonny Crockett und Ricardo Tubbs auch schon in der Fernsehserie verwendet haben.
- Zuerst sollte Robert Diggs einen Teil der Filmmusik komponieren, später sprang für ihn Organized Noize ein.
- Die Spezialeffekte wurden unter anderem von Entity FX realisiert.
- Unmittelbar nach Ende der Dreharbeiten begab sich Hauptdarsteller Colin Farrell zu einem freiwilligen Medikamentenentzug in eine Klinik. Farrell ließ sich dort laut seiner Pressesprecherin wegen Erschöpfung behandeln, da er nach einer Rückenverletzung abhängig auf die eingenommenen Schmerztabletten reagiert habe.
- Die Deutsche Film- und Medienbewertung FBW in Wiesbaden verlieh dem Film das Prädikat wertvoll.

## Kritiken
David Poland lobte auf moviecitynews.com die Darstellung von Gong Li, des Weiteren die Darbietungen von Luis Tosar, John Ortiz und Colin Farrell.
James Berardinelli schrieb auf ReelViews, den Film könne man am besten mit den Worten „Stil“ und „Intensität“ beschreiben. Die romantischen Stränge der Handlung würden die Hauptcharaktere menschlicher machen. Die Darstellungen von Jamie Foxx und Colin Farrell seien gut, wenn man sie nicht mit jenen von Don Johnson und Philip Michael Thomas vergleiche.
Andreas Busche spricht in einer lobenden Kritik des „pessimistischen“ Films von Miami-Vice-„Versatzstücke, über die Mann einen völlig anderen Film gestülpt hat“, und erkennt ein Thema in der Professionalität.
Emanuel Levy schrieb auf emanuellevy.com, der Stil triumphiere über die Substanz. Die Handlung verglich er mit denen von B-Filmen („B-level narrative“).
David Walsh bei wsws.org titelte „Why this film?“ und wunderte sich: „Die Geschichte in den Grundzügen ist bekannt, die Figuren sind Klischees […] es gibt keine Spontaneität oder gar Lebendigkeit in dem Film, noch überhaupt irgendwelche ernsthafte Auseinandersetzung mit Fragen der Gegenwart. […] der Hintergrund ist größtenteils herbeifantasiert“.
Johannes Binotto vom Filmbulletin sieht in der Oberflächlichkeit des Films nicht einen Makel, sondern gerade seine überragende Radikalität, gehe es doch bei Michael Mann immer um Figuren, die am Scheinhaften und Oberflächlichen scheitern.
Das Lexikon des internationalen Films urteilt: „[…] ein rasanter Polizei-Thriller, der den Arbeitsalltag der beiden Polizisten sowie ihr eher ambivalentes Verhältnis zum Gangsterleben beschreibt. Keine Kinofassung der gleichnamigen Fernsehserie der 1980er Jahre, sondern der attraktive, gleichwohl nie genügend vertiefte Versuch, mit Farben und Stilmitteln des Neo-Film-Noir Rituale und Umgangsformen in einer komplexen Welt wechselseitiger Grenzüberschreitungen zu beschreiben.“